# Thaumaporatia oropensis
Thaumaporatia oropensis är en mångfotingart som beskrevs av Karl Wilhelm Verhoeff 1936. Thaumaporatia oropensis ingår i släktet Thaumaporatia och familjen Mastigophorophyllidae. Inga underarter finns listade i Catalogue of Life.